# Edosa porphyrophaes
Edosa porphyrophaes är en fjärilsart som beskrevs av Turner 1917. Edosa porphyrophaes ingår i släktet Edosa och familjen äkta malar. Inga underarter finns listade i Catalogue of Life.